# Analiza dela
Analiza dela je proces določanja tistih značilnosti dela, ki so nujne za njegovo uspešno opravljanje in proces ugotavljanja razmer, v katerih delo poteka. Je vsak sistematičen postopek pridobivanja podrobnih in objektivnih informacij o delu, delovnih nalogah ali delovnih vlogah, ki se bodo izvajale.

## Uporaba
Analizo dela opravljajo usposobljeni strokovnjaki (psiholog, kadrovalec) v namene:
- Pridobivanja in izbire kandidatov za zaposlitev,
- Uvajanja in usposabljanja zaposlenih,
- Vrednotenja dela in nagrajevanja,
- Ocenjevanja delovne uspešnosti,
- Zdravstvenega varstva in varstva pri delu,
- Študije časa in gibov,
- Načrtovanja kadrov in načrtovanja kariere,
- Uravnavanja odnosov med managementom in zaposlenimi,
- Delovno okolje,
- Oblikovanje dela.

Analiza dela se najpogosteje uporablja prav za pridobivanje in izbiro kadrov za zaposlitev. Po eni strani nakazuje značilnosti dela, za katero iščemo primerne kandidate, po drugi strani pa opredeli lastnosti, ki naj bi jih imel zaposleni, da bi lahko določeno delo uspešno opravljal. Oboje so merila za pridobivanje in izbiro kandidatov. Kandidati tako lažje sami ocenijo, ali je neko delo zanje primerno, organizacija pa se lažje odloči, katere značilnosti mora imeti zaposleni. Na podlagi opisa dela posamezniki, ki vodijo intervjuje s kandidati, pripravijo vprašanja za pogovor in/ali oblikujejo teste.
Analiza delovnega mesta je potrebna prav tako zaradi potrebnega vpeljevanja v delovne naloge, delovne postopke in operacije, ki jih bo izvajal zaposleni. To ne velja le za novo sprejete zaposlene, temveč tudi za že zaposlene, katerih znanja in sposobnosti je treba nenehno izpopolnjevati.
Analiza dela je potrebna tudi za vrednotenje dela in nagrajevanje, pri katerem je treba vsakemu delu oziroma delovne mestu določiti njegovo denarno vrednost. To v prvi vrsti pomeni, da je treba med seboj primerjati raznovrstna dela: iz koliko operacij so sestavljena, kako dolgi so delovni ciklusi, kako (ne)rutinske so delovne operacije, koliko znanja in spretnosti je potrebno za njihovo izvajanje, s kakšnimi odgovornostmi so povezana, v kakšnih razmerah se izvajajo in podobno. Analiza dela nam poleg tovrstnih informacij omogoča tudi ocenjevanje delovne uspešnosti.
Analiza dela mora prav tako vključevati delovno okolje, v katerem delo poteka- izpostavljenost okoliščinam, kot so hrup, kemikalije, strupi, nenormalna telesna drža, raznovrstna sevanja, stres in podobno.
Na podlagi analize nastane tudi (pre)oblikovanje dela.

## Sestavne komponente
Analiza dela mora zajemati naslednjih 6 komponent:
1. lastnosti zaposlenega (sposobnosti, spretnosti, zanimanja, delovni stili)
2. potrebe delovnega mesta (osnovne sposobnosti, prilagoditvene sposobnosti, splošno znanje)
3. karakteristike dela (trg dela, delovna perspektiva, plača)
4. potreba po izkušnjah (usposabljanje, izkušnje, licence)
5. delovno specifične informacije (znanje, sposobnosti, naloge, naprave)
6. delovne potrebe (splošne delovne aktivnosti, delovni kontekst, organizacijski kontekst)

## Metode za analizo dela
Ločimo metode zbiranja podatkov (opazovanje, intervju, vprašalnik in dnevnik dela) in metode za analizo podatkov (analiza funkcij dela, metoda kritičnih dogodkov in analiza zahtev dela).

### Metode zbiranja podatkov
1) Opazovanje

Opazovanje zaposlenega pri njegovem delu je najpriročnejša in najpogosteje uporabljena znanstvena metoda. Običajno opazovalec vnaprej pripravi opomnik oz. »ček-listo« stvari, ki jih mora opazovati. Opazuje lahko neposredno in pri tem zapisuje posamezne delovne naloge in operacije, njihovo zaporedje in trajanje. Vendar pa težko oceni pomen in težavnost posamezne naloge. Zato je opazovanje običajno kombinirano s spraševanjem zaposlenih, ki lahko o svojem delu povedo tisto, kar ni neposredno vidno.

Opazujemo lahko na več načinov: zapisovanje na določen časovni rok, zapisovanje delovnih operacij ob pojavljanju, zapisovanje vrste, zaporedja, pogostosti in trajanja operacij, snemanje s kamero in kasnejša analiza.

Opazovanje ne sme zmotiti potek dela, čeprav mora opazovalec biti seznanjen z opazovanjem. Tukaj se pojavi problem spremenjenega vedenja ob zavedanju opazovanosti.

Opazovanje dobro pokaže razlike v načinu in učinkovitosti opravljanja dela med različnimi zaposlenimi. Primerno je za analizo dela, katerega delovne operacije so dobro vidne, veliko manj primerno pa je za organizacijska in intelektualna dela. Za pridobitev zanesljivih informacij potrebujemo usposobljene opazovalce. Kljub temu pa je znano, da se lahko rezultati opazovanja istega dela med različnimi opazovalci precej razlikujejo.

2) Intervju

Intervju ali pogovor z zaposlenim je lahko strukturiran ali nestrukturiran. 

Strukturiran intervju poteka na podlagi vnaprej pripravljenih vprašanj, na katera želi analitik dobiti odgovore. V primerjavi z vprašalnikom vsebuje strukturiran intervju pretežno odprta vprašanja, ki ob pogovoru dopuščajo in pogosto tudi zahtevajo postavljati dodatna vprašanja. Ne glede na to pa ima spraševalec pred sabo bistvena vprašanja, na katera išče odgovore in jih opravlja kot oporne točke za vodenje pogovora. Strukturiran intervju pride v poštev v zelo raznovrstnih situacijah, ko gre za že ustaljena dela, manj pa za dela, ki se šele oblikujejo.

Analitik dela pa se mora pripraviti tudi za nestrukturirani intervju tako, da na primer pregleda obstoječi opis dela in da opazuje zaposlenega pri delu. Sicer pa pogovor teče o delu prosto brez vnaprej pripravljenih vprašanj. Primeren je za dobre poznavalce dela, ki o delu želijo pridobiti dodatne informacije. Intervjuvanje zahteva posebej za to usposobljene ljudi. Je učinkovita, čeprav strokovno, časovno in stroškovno razmeroma zahtevna metoda. Običajno najprej sprašujemo zaposlene, ki opravljajo analizirano delo, nato pa dobljene informacije preverjamo še pri njihovih nadrejenih. Najboljše je, če nam zaposlene, s katerimi se pogovarjamo, priporoči njihov vodja. Posameznike lahko intervjuvamo vsakega posebej ali pa v skupini.

3) Vprašalnik

Vprašalniki so običajno sestavljeni iz vnaprej pripravljenih zaprtih vprašanj, na katera odgovarjajo zaposleni na analiziranih delovnih mestih ali njihovi nadrejeni. Zlasti so primerni v situacijah, ko na enakih delovnih mestih dela večje število zaposlenih. Vprašalnike lahko oblikujemo posebej za svojo organizacijo ali pa uporabimo splošnejše, ki jih vsebujejo priročniki ali jih ponujajo svetovalne agencije.  Zbiranje informacij z vprašalnikom je razmeroma nezahtevno vendar pa je potrebno porabiti precej časa in znanja za pripravo dobrega vprašalnika. Prednost vprašalnika je, da omogoča zanesljivo primerjavo med različnimi delovnimi mesti, vendar pa ni vedno dovolj občutljiv za specifičnosti na posameznih delovnih mestih. Organizacije za raznovrstna dela lahko uporabljajo različne vprašalnike, vendar pa za podobna dela vedno uporabljamo enake.

4) Dnevnik dela

Dnevnik dela je oblika samoopazovanja, ki jih izpolnjujejo zaposleni na opazovanih delovnih mestih. Zaposleni izpolnjujejo dnevnik tako, da na določeno časovno enoto zapišejo, kaj so delali v tem času (npr. na 60 min). Druga oblika izpolnjevanja dnevnika je, da zaposleni zapiše dejavnost vedno ko jo spremeni. Na tak način zbiranja informacij, zaposleni sam prispeva potrebne informacije. Ta postopek je časovno potraten, kar rešimo z dodelitvijo opazovalnih obrazcev. 

Dnevnik dela uporabimo ko želimo analizirati delo, ki poteka v dolgih ciklusih ali delo, ki ga je težje opazovati (npr. umsko delo). Tukaj pa je potrebno paziti na podajanje socialno zaželenih odgovorov- zaposleni bodo podajali nenatančne, boljše odgovore, sebi dajali boljše rezultate. Temu se lahko izognemo s kombiniranjem različnih tehnik (npr. še z intervjujem).

5) Delovna vključitev

Analist se vključi v dejavnosti, ki definirajo opazovano delo- sam opravlja delo, ki ga analizira.

### Metode za analizo podatkov
1) Analiza funkcij dela

Analiza funkcij dela kombinira elemente intervjuja in opazovanja. Najprej je potrebno določiti delovne naloge oziroma operacije s katerimi zaposleni operira. 
- Funkcije dela s stvarmi, podatki, ljudmi: Potrebno je ugotoviti v kolikšni meri ima zaposleni na delovnem mestu opravka s stvarmi, podatki in ljudmi

Delo s stvarmi: opravljanje strojev, orodij za katero je potrebna fizična aktivnost

Delo s podatki: analiziranje informacij in idej

Delo z ljudmi: komuniciranje in interakcija s strankami in sodelavci
- Kognitivne funkcije: Prav tako je potrebno ugotoviti v kolikšni meri je potrebno razmišljanje, presojanje ter posedovanje matematičnih in jezikovnih sposobnosti.

Razmišljanje, presojanje: uporaba logičnega in znanstvenega razmišljanja, operiranje z abstraktnimi in konkretnimi spremenljivkami ter različnimi simboli.

Matematične sposobnosti: uporaba različnih matematičnih funkcij in simbolov (limite, neskončna števila,…).

Jezikovne spretnosti: branje, pisanje in razumevanje besedil različne težavnosti
- Standardi in usposobljenost (opredelitev nezaželenih vedenj).

2) Metoda kritičnih dogodkov
Pri metodi kritičnih dogodkov zapisujemo dogodke, ki so kritične za potek dela in ki nam dajo ločnico med uspešnimi in neuspešnimi zaposlenimi. Dogodek in situacijo, ki je privedla do izvedbe delovnih ciljev zapišemo po principu pisanja anekdot- kratkih zgodb. Ko izčrpamo vse kritične dogodke, ki so privedli de realizacije načrtov, smo pridobili analizo dela. Tak način analiziranja je primeren le za delovna mesta ki so že oblikovana.

3) Analiza zahtev dela

Z zahtevami dela oblikujemo naša pričakovanja do zaposlenega. Prav tako na podlagi zahtev dela, zaposlenemu damo informacijo ali je delovno mesto primerno zanj. 
- Potrebno je določiti pričakovana vedenja posameznika, ki morajo biti taka, da bodo vodila v izpolnjevanje delovnih ciljev (cilji, standardi).
- Opredelimo tudi motivatorje dela, ki bodo poskrbeli za delovno pripravljenost posameznika- materialne, nematerialne storitve.
- Definiramo strukturo dela: zaposleni dobi vpogled v prilagajanje dela njegovim željam in ciljem, v njegovo materialno odgovornost, samostojnost,….
- Sposobnosti: Na podlagi strukture dela določimo tudi katere sposobnosti mora imeti posameznik  za uspešno opravljanje dela.
- Opredelimo tudi delovno okolje: socialno okolje (vzdušje, vodenje, socialni stiki), fizično okolje (delovne razmere), organizacijsko okolje (plača, delovni čas, oddaljenost od doma, delovni sindikat,…). Delovno okolje je potrebno opredeliti, saj določenemu okolju ustreza določen tip osebnosti in življenjskemu stilu posameznika.